# Гернон-де-Ранвиль, Марсиаль
Граф Марсиаль Гернон-де-Ранвиль (2 мая 1787, Кан (Нормандия) — 30 ноября 1866, Ранвиль) — французский политический и государственный деятель, учёный-юрист, адвокат, судья. Великий магистр Университета Франции. Член Академии наук, искусств и изящной литературы в Кане (с 1841).
Горячий приверженец возвращения Бурбонов, объявил себя «контрреволюционером». Депутат Национального собрания Франции.

## Биография
Представитель старинного дворянского рода, сын офицера мушкетёров. В 1806 году был зачислен в императорскую гвардию. Позже занялся юриспруденцией.
В течение жизни занимал разные судебные должности. В 1820 году был председателем суда в Кане, в 1822 году — генеральным адвокатом в Кольмаре, в 1824 году стал генеральным прокурором в Лиможе, в 1826 году — в Гренобле, в 1829 году — в Лионе, в том же году, сменив де Ватимениля, занял пост министра образования и культов в кабинете Полиньяка, готовившем государственный переворот, подписал ордонансы 25 июля 1830 года. За это, вместе с тремя другими министрами, был осуждён палатой пэров в декабре 1830 года к пожизненному заключению в крепости Гам, провёл 5 лет за решёткой, но в 1836 году был освобождён.